# 1853 w literaturze
Wydarzenia literackie w 1853 roku.

## Nowe książki
- zagraniczne
  - Herman Melville - Bartelby, The Scrivener
  - Gérard de Nerval - Sylvie
  - Victor Hugo - Chłosta

## Nowe poezje
- polskie
  - Gawędy i rymy ulotne (tom I) – Władysław Syrokomla

## Urodzili się
- 17 lutego - Jaroslav Vrchlický, czeski poeta, dramaturg, prozaik, tłumacz (zm. 1912)
- 5 marca – Howard Pyle, amerykański pisarz i ilustrator (zm. 1911)
- 1 maja – Jakub Gordin, żydowski dramatopisarz i tłumacz (zm. 1909)
- 15 lipca - Władimir Korolenko, rosyjski pisarz ukraińsko-polskiego pochodzenia (zm. 1921)
- 31 lipca - Tereza Nováková, czeska pisarka (zm. 1912)
- 12 listopada – Oskar Panizza, niemiecki pisarz awangardowy, wydawca i redaktor (zm. 1921)
- 18 listopada – Aleksandra Hutten-Czapska, polska prozaiczka (zm. 1941)
- 26 grudnia – René Bazin, francuski pisarz (zm. 1932)

## Zmarli
- 28 kwietnia – Ludwig Tieck, niemiecki pisarz (ur. 1773)